# Marcello Lanfredi

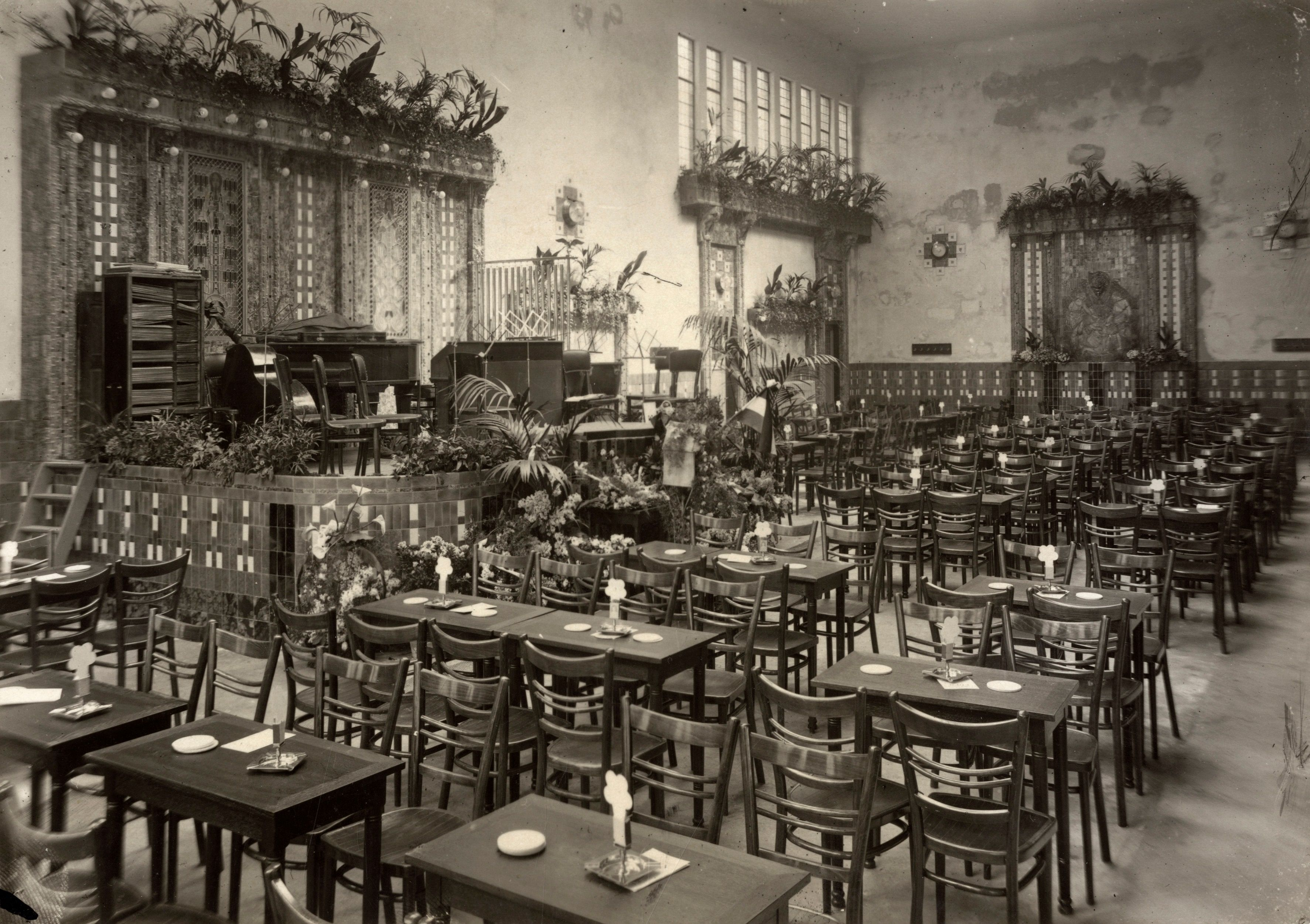
Theater Eden aan de Amstelstraat, waar Lanfredi soms speelde (foto 1918)

Marcello Lanfredi (Mantua, 12 juni 1886 – Mantua, 12 april 1945) was een Italiaans violist en dirigent die furore maakte gedurende het Interbellum in Nederland.
Hij was zoon van Giuseppe Lanfredi en Giuseppa Finardi. Wanneer hij in 1921 ingeschreven wordt in het vreemdelingenregister van Amsterdam is hij (sinds 1919, Zandvoort) getrouwd met de Velpse Maria Geertruida Freij (geboren 1883); in 1933 meldt hij zich opnieuw aan.
Zijn naam dook voor het eerst in de Nederlandse pers op wanneer een "Fransch Heeren Orkest" onder leiding van Marcel Lanfredi een diner- en avondconcert gaf in zaal Mille Colonnes; Rembrandtplein, het is dan juni 1909.
Men schat (achteraf) in dat het ensemble uit tien à veertien musici bestond. Gezeten aan tafels kan het publiek verzoeknummers aanvragen, etc. Zijn populariteit had hij het meest aan zijn romantisch uiterlijk te danken, Italiaanse blik, golvend haar, bakkebaarden en flair. Er volgden optredens in Theater Bellevue, Amsterdam, in een daarvoor in het leven geroepen Italiaanse Tuin, die even later ook in Rotterdam te bezoeken was (1915/1916). Lanfredi trad vervolgens in vele horecagelegenheden en concertzalen voor variété op, waarbij volgens persberichten, de dames zich nog weleens al te opdringerig gedroegen. Manfredi en Frey woonden en speelden dan weer in Nederland en dan weer in Italië. Dat heen en weer trekken zorgde voor steeds dezelfde administratieve rompslomp. Hij moest telkens bewijzen dat hij inkomsten had, of een bewijs dat hij geboekt was voor optredens. Al die jaren was hij Stehgeiger, een solist die voor het ensemble staat (in plaats er deel van uit te maken).
Bij zijn vijfentwintigjarig jubileum (1937) stond het Rotterdamsch Nieuwsblad even stil bij zijn leven. Hij zou al vrouwenharten op hol hebben gebracht, toen hij voor de Eerste Wereldoorlog in Duitsland speelde. Impresario Max  van Gelder bracht hem naar Nederland. Zijn 12,5-jarig jubileum vond nog plaats in Pschorr in Rotterdam. Bij dat jubileum werd ook aangegeven dat voor zijn muziek eigenlijk geen plaats meer was; de gezelligheidsetablissementen waar hij zou moeten spelen waren ten onder gegaan aan wanbeheer of vervangen door modernere eetgelegenheden. Zijn laatste optredens in Nederlanden vonden plaats in 1939, wellicht te danken aan het uitvoeren van het Italiaanse fascistenlied en brengen van de fascistische groet tijdens concerten. Na zijn overlijden kwam zijn archief in handen van het conservatorium van Mantua.
Lanfredi is te zien en te horen in de film American Girls (1918) en De kroon der schande (idem). Hij wordt ook genoemd in De beker van de min van Simon Vestdijk (beau garçon Lanfredi); hierin werd tevens de stelling geponeerd dat Lanfredi gewoon een Nederlands musicus was.